# Vaszan

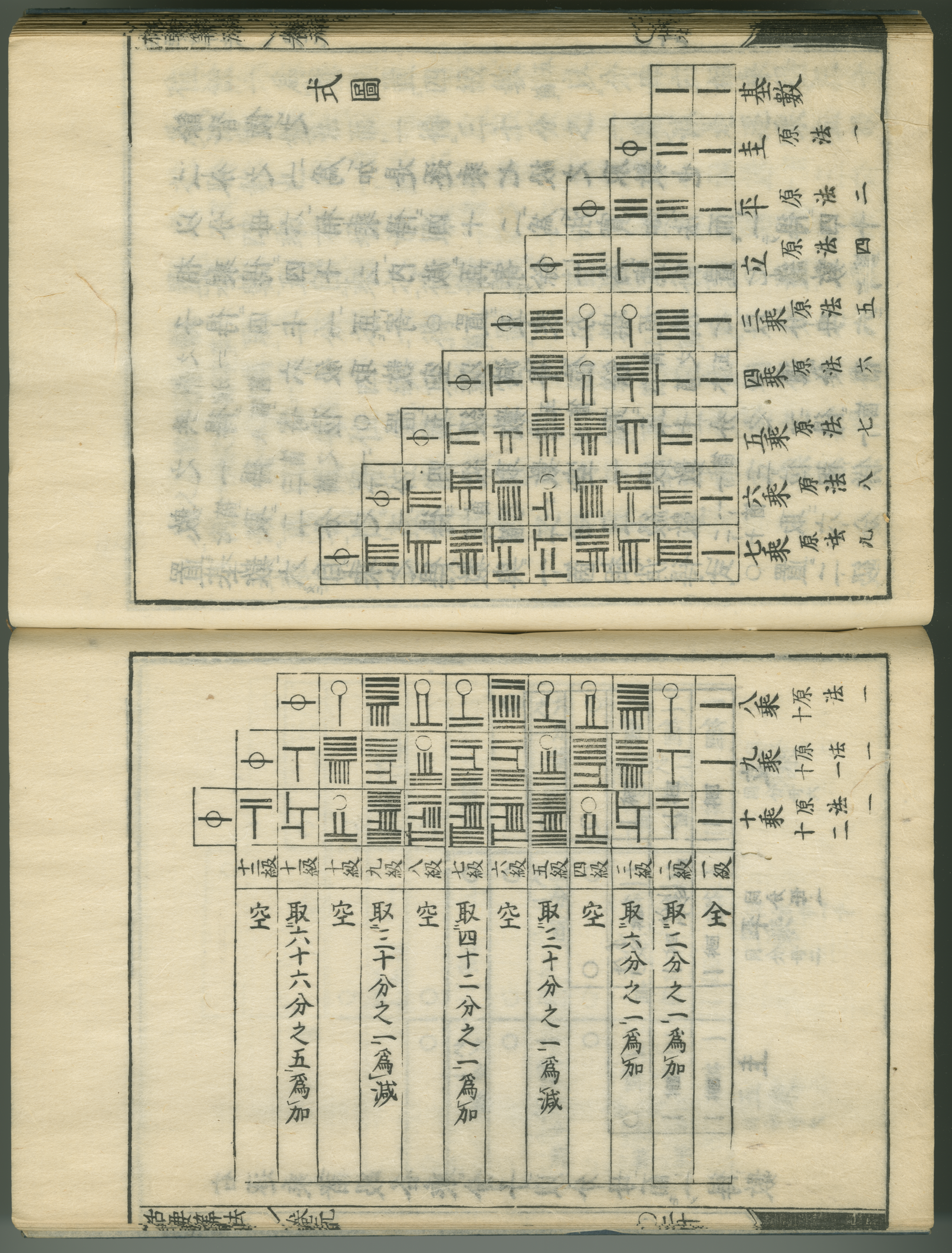
Kacujo Szampo: Szeki Takakazu műve a Bernoulli-számokról és binomiális együtthatókról

A vaszan (japánul: 和算, Hepburn-átírással: wasan) japán matematika, az Edo-korban kifejlesztett hagyományos matematika. Jószan (洋算) (Hepburn-átírással: Yōsan) volt a nyugati matematika neve ebben az időszakban.

## Története
1639-ben Japán teljesen elzárkózott a külvilágtól. A szakoku, a nemzeti izoláció alatt többek között betiltották a külföldi könyveket is. A nyugati matematikával csak a 18. században kerültek (újra) kapcsolatba. Ebben az időszakban alakult ki Japán hagyományos matematikája, a vaszan, és a szangaku, a matematikai tábla.
A 16. század vége felé számtannal, algebrával és geometriával foglalkozó klasszikus kínai művek érkeztek Koreán át az országba (Csu Szhih-Csieh: Bevezetés a matematika tanulásba (Szhuanszhue Csimeng), Szuanfa: A matematika módszerei, Jáng Huí :Kilenc fejezet a matematika művészetéről). A vaszan matematikusai önálló munkával továbbfejlesztették a kínaiaktól átvett algebrai és numerikus technikákat (pld. Horner-séma). Szeki Takakazu tíz évvel megelőzte Leibnizet, amikor bevezette a determinánsokat. A vaszan problémafelvetésekből állt, amelyek a matematikai analízist, a számtant, a kombinatorikát, a számelméletet és a geometriát érintették.
Enri a kör területének kiszámítása: Arkhimédész és a Knidoszi Eudoxosz n-oldalú sokszögekre, a vaszan n számú négyzetre osztotta a kört. Az enri az integrálszámítás kezdetleges formája volt. A vaszan matematikusai a differenciálszámítás egy formáját is kifejlesztették. 1700 körül a pí számot 10 tizedesjegy pontossággal adta meg Szeki Takakazu. Takebe Kenkó 1723-ban 41, Macunaga Rjóhicu 1739-ben 50 tizedesjegy pontossággal határozta meg a pi számot.
A vaszan könyvek feladatgyűjteményekhez hasonlítottak, problémafelvetéseket és megoldásokat tartalmaztak. Az idai (konomi) speciális könyv volt, hátsó oldalán olyan problémát vetettek fel, aminek megoldása nem szerepelt a könyvben. 
Ha sikerült a feladat megoldása, újabb könyv jelent meg, amely már magában foglalta az előző kérdést és megoldását, és amelynek végére újabb problémafelvetés került. Ezek a kihívások ösztönözték a matematikusokat.
A matematikát népszerűsítő tanítók (juureki szanka) gyalog járták be a tartományokat, és oktatták az érdeklődőket, nőket, férfiakat egyaránt. Néhányan naplót is vezettek útjukról és tapasztalaikról.
1868-ban a Meidzsi-restauráció reformja a nyugati matematikát (jószan) részesítette előnyben a vaszannal szemben.

## A vaszan kiemelkedő matematikusai
- Móri Sigejosi (Móri Kambei) dolgozta ki a szorobánnal való számolás aritmetikai módszerét
- Josida Micujosi (1598–1672)
- Szeki Takakazu (1642–1708)
- Takebe Katahiro (1664–1739)
- Macunaga Rjóhicu (fl. 1718–1749)
- Kurusima Josita (gest. 1757)
- Arima Raido (1714–1783)
- Adzsima Naonobu (1739–1783)
- Aida Jaszuaki (1747–1817)
- Szakabe Kóhan (1759–1824)
- Haszegava Hirosi (1782/83–1838)
- Vada Jaszusi (1787–1840)
- Siraisi Nagatada (1796–1862)
- Koide Suki (1797–1865)
- Omura Iszsu (1824–1871)
- Szató Szeiko